# Крестьянский выход
Крестьянский выход — право крестьян на переход от одного феодала к другому в XI—XVII веках. В XI—XV веках выход ограничивался для отдельных категорий сельского населения. Судебник 1497 года установил единый срок крестьянского выхода — за неделю до осеннего дня памяти святого Георгия — 26 ноября (Юрьев день) и неделю после него. Крестьянский выход временно запрещён (формально приостановлен) в 1580-х годах введением «заповедных лет», отменён Соборным уложением 1649 года.

## История
26 ноября — дата, с которой в России связывалось осуществление права перехода крестьян от феодала к феодалу, так как к этому времени завершался годовой цикл сельскохозяйственных работ и происходил расчёт по денежным и натуральным обязанностям крестьян в пользу владельцев земли и по государственным налогам.

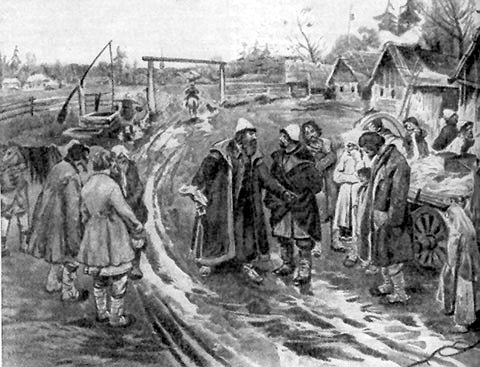
К. В. Лебедев. «Крестьянин уезжает от помещика в Юрьев День»

Судебник 1497 года был первым законом, регламентирующим начавшееся закрепощение крестьян. Так как годовой цикл сельскохозяйственных работ обычно завершался к концу ноября, то с 1497 года крестьянин мог расплатиться по налоговым и оброчным обязательствам и покинуть имение помещика лишь за неделю до осеннего Юрьева дня (26 ноября) и неделю после него. С XVI века в связи с оформлением крепостного права в России было введено ограничение прав перехода крестьян от одного помещика к другому. При этом до сих пор историками не найден конкретный закон об отмене Юрьева дня. В связи с этим в исторической науке существует 2 концепции закрепощения крестьян — указное и безуказное. По мнению русского историка В. Н. Татищева, крестьяне были закрепощены Борисом Годуновым в 1592 году, но после его смерти текст документа был утерян и до сих пор не найден. В преамбуле Уложения царя Василия Шуйского о крестьянах 1607 года было записано:
при царе Иоанне Васильевиче… крестьяне выход имели вольный, а царь Фёдор Иоаннович, по наговору Бориса Годунова, не слушая совета старейших бояр, выход крестьянам заказал и, у кого колико тогда крестьян было, книги учинил…
Документ не сохранился, остался лишь только его пересказ Татищева. Тезис о закрепощении крестьян царём Фёдором подтверждается письмом царю, написанным в 1595 году старцами Пантелеймоновского монастыря:
Ныне по нашему (царя Фёдора. — Р. С.) указу крестьянам и бобылям выходу нет.
Историк В. О. Ключевский отметил, что опираться надо на строго проверенные факты, а не догадки, и высказал мнение, что конец крестьянским переходам положили не правительственные указы, а сложившиеся к тому времени условия жизни. Исходя из этого, он считал версию Татищева об установлении крепостной неволи Годуновым исторической сказкой.

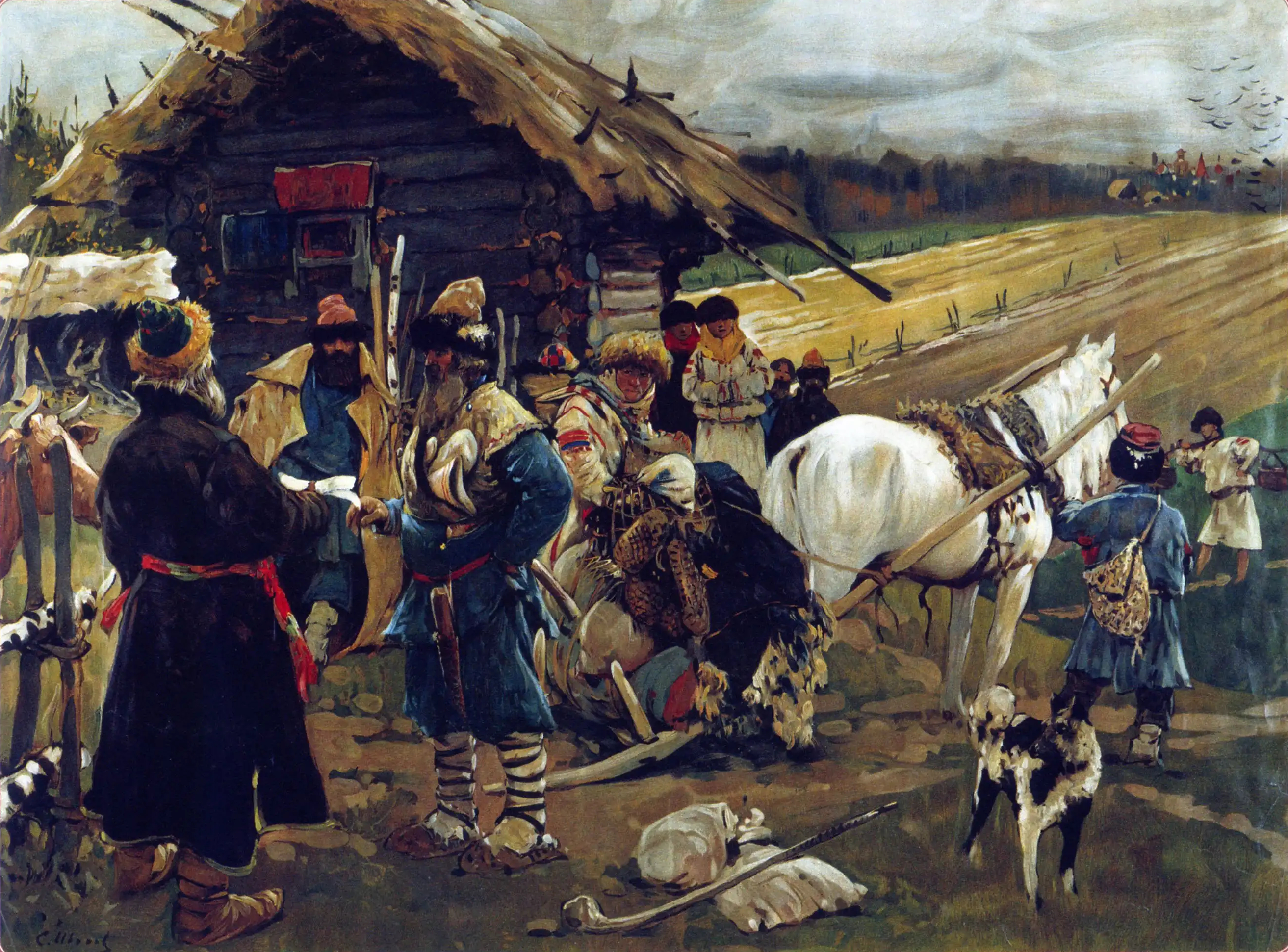
С. Иванов. «Юрьев день». 1908

Б. Д. Греков высказал мнение, что в России в XVI веке появилась барщинная система, которая стала материальной базой крепостного права, в результате чего в 1581 году Иван Грозный издал указ о «заповедных летах». Это означало запрет (заповедь) на выход крестьян в Юрьев день.
Р. Г. Скрынников раскритиковал эту концепцию, так как, по его мнению, представление о широком развитии барщины в это время является ошибочным, а детальный анализ источников показывает, что Иван Грозный не издавал указа об отмене Юрьева дня. В частности, не существует документов, составленных при жизни царя, где бы термин «Заповедные лета» применялся к крестьянам. В царской жалованной грамоте городу Торопцу 1590 года этот термин применяется к городскому населению, которое «с посаду разошлись в заповедные леты». На основании этого документа Скрынников делает вывод, что термин «заповедные лета» нельзя соотносить с формальной отменой Юрьева дня, так как он означает временное прикрепление податного населения — посадских людей и крестьян к тяглым дворам и наделам, и это, по его мнению, опровергает тезис о том, что крестьяне были закрепощены Иваном Грозным. В целом благодаря активному участию крестьян в событиях Смуты, Юрьев день был фактически восстановлен и действовал до 1640-х годов.